# Überlinger Stadtgarten

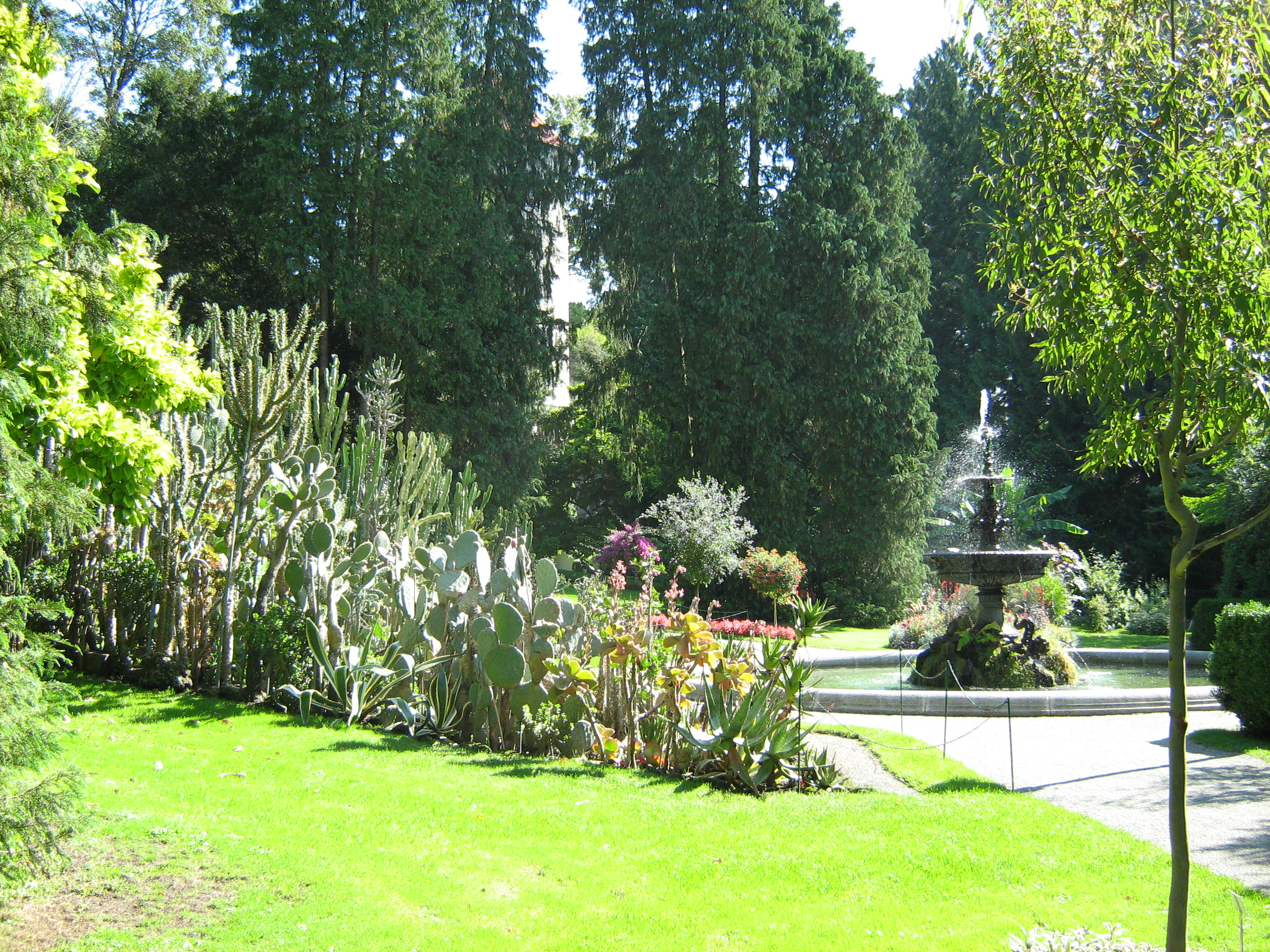
Überlinger Stadtgarten mit Kakteengruppe und Springbrunnen (2007)

Der Überlinger Stadtgarten ist ein öffentlich zugänglicher, in den Jahren 1875 und 1876 angelegter botanischer Garten mit Pflanzen, exotischen Kakteen, alten Bäumen aus fernen Ländern und einem Rosengarten. Der fast 150 Jahre alte Stadtgarten liegt außerhalb der Befestigungsgräben im Westen der Stadt Überlingen am nördlichen Ufer des Bodensees in Baden-Württemberg.

## Anfänge
Im 15. Jahrhundert wurde die Stadt Überlingen mit Befestigungsgräben auf drei Seiten umschlossen. Auf der westlichen Seite, nahe dem Gallergraben, lag bis in den 19. Jahrhundert der Gemüse- und Rebgarten des Heiliggeistspitals zu Überlingen. In 1875 beschloss der damaligen Bürgermeister Wilhelm Beck, einen öffentlichen Garten anlegen zu lassen. Als erstes wurden Zedern, Riesenthuja und Lebensbäume angepflanzt. Angeleitet wurde die Arbeit vom fürstenbergischen Hofgärtner Kellermann aus dem nahgelegen Heiligenberg.

## Erster Stadtgärtner
Der erste Stadtgärtner hieß Hermann Hoch (1866–1955). Er stammte aus einer Familie, die sehr lange in Überlingen ansässig war. Nach Abschluss der Höhere Bürgerschule in 1882, schloss er eine Gärtnerlehre in Konstanz ab und begab sich auf Wanderschaft. Erste Stationen waren beim Hofgärtner auf der Insel Mainau, dann in Baden-Baden und Pforzheim. Danach folgte eine Anstellung in der Schweiz bei einer Handelsgärtnerei in Cologny bei Genf. In 1889 besuchte Hoch die Weltausstellung in Paris, bevor er nochmals in die Schweiz zurückkehrte. In Pregny, ein Vorort von Genf, arbeitete er für die dort ansässigen Familie Rothschild im Schlossgarten. Anschließend machte er im Winter 1890 eine mehrmonatige Italienreise, um wie auch bisher, Erfahrungen im Gartenbau zu sammeln. Dabei hielt er in Skizzen fest, alles was ihm in den Gärten in den etwa 50 Städten er bereisen konnte, interessierte. Über Graz und Wien führte ihm seine Reise 1891 nach Dresden, wo er in einer Gärtnerei in Loschwitz arbeitet. Für die Gartenkunst, die Hoch später in Überlingen zum Blühen brachte, wurden die Gärten von Schloss Pillnitz bei Dresden eine Inspiration.
Im 1893 heiratete er Hedwig Pöschke, die er in Dresden kennengelernt hat, und sie bekamen 11 Kinder zusammen. Einer seiner Söhne folgte in seinem Fußstapfen als zweiter Überlinger Stadtgärtner. Durch einen Brief von seinem Vater hatte Hermann Hoch schon im Jahr 1891 erfahren, dass der Überlinger Gemeinderat einen erfahrenen Gärtner suchte und für Hermann Hoch interessierte. Erst am 25. April 1894 trat der die Stelle als erster Stadtgärtner in Überlingen an und blieb dabei bis zur Pensionierung zum Jahresende 1931. Hoch war ein aktives Mitglied in und saß zeitweise im Vorstand des 1899 vom Gemeinderat gegründeten und bis heute aktiven Verschönerungsverein Überlingens auch wenn es in und um des Vereins zu Meinungsverschiedenheiten kam.
Die Kakteen, die Hoch in Genf und in Italien gesehen hatte, machten einen großen Eindruck auf ihm. In 1897 legte er in Überlingen ein erstes Kakteenbeet an. Er züchtete Kakteen und gewann bald Preise für seine Ergebnisse, die auf regionalen Gartenausstellungen präsentiert wurden. Neben Kakteengruppen plante Hoch 1929 auch den ersten Rosengarten in der städtischen Anlage. Über die Gestaltung dieses Projekts gab es allerdings einen heftigen städtepolitischen Streit, der in der örtlichen Presse Niederschlag fand. Der heutige Rosengarten entlang der Bahnhofstraße geht auf Pläne von Johann Baptist Hoch zurück, der Sohn von Hermann Hoch.

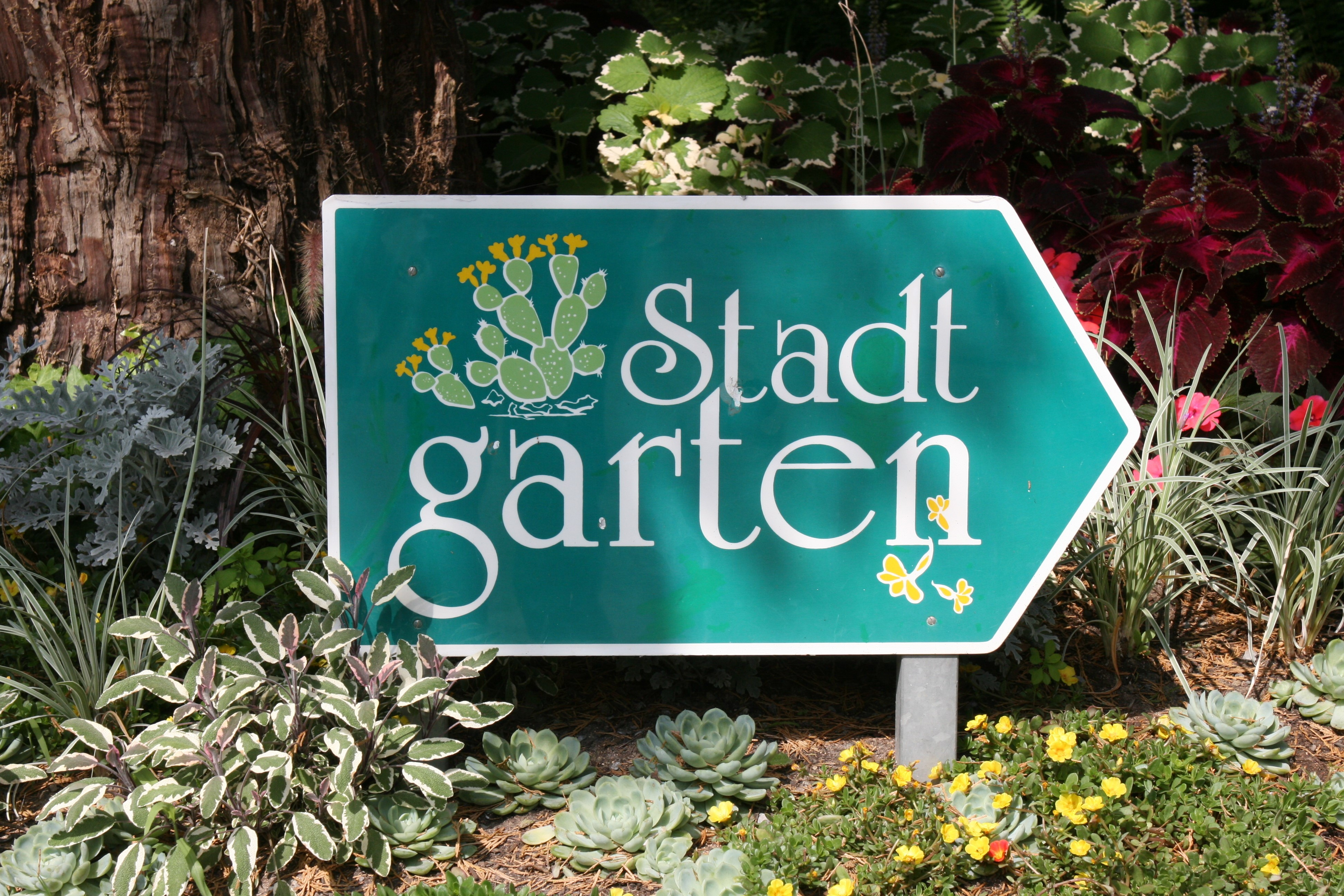
Wegweiser am Eingang des Überlinger Stadtgartens

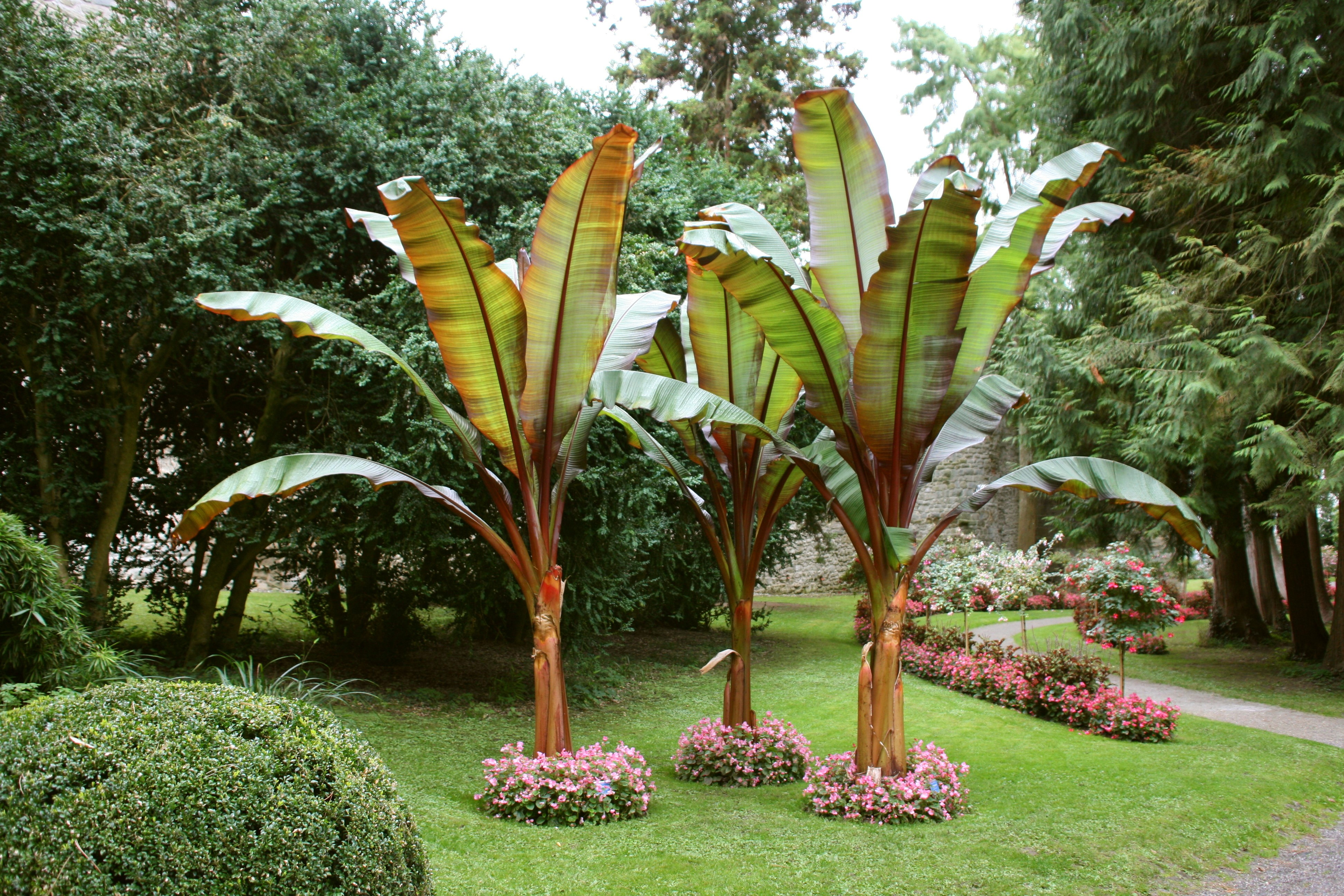
Überlinger Stadtgarten (2010)

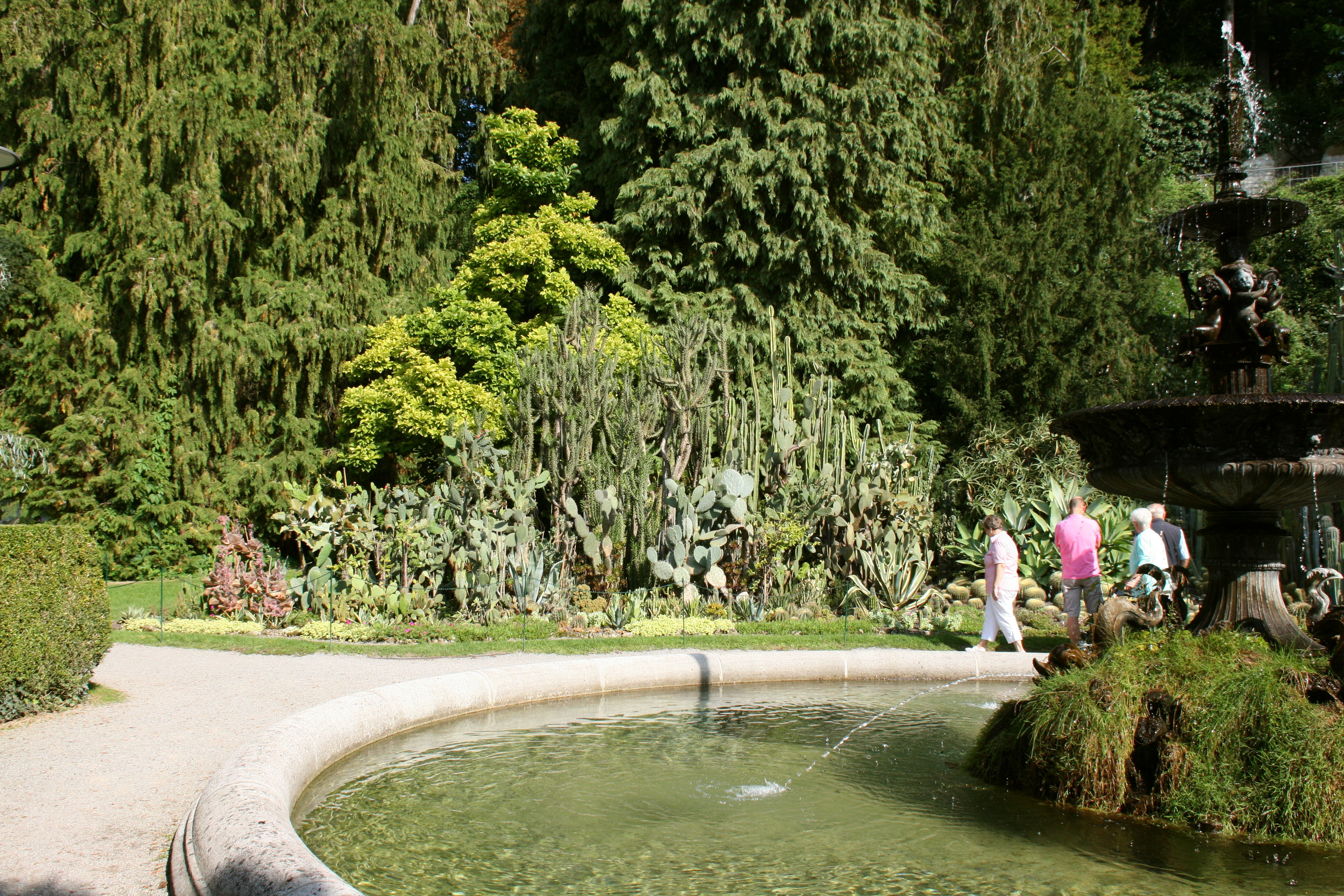
Kakteengruppe

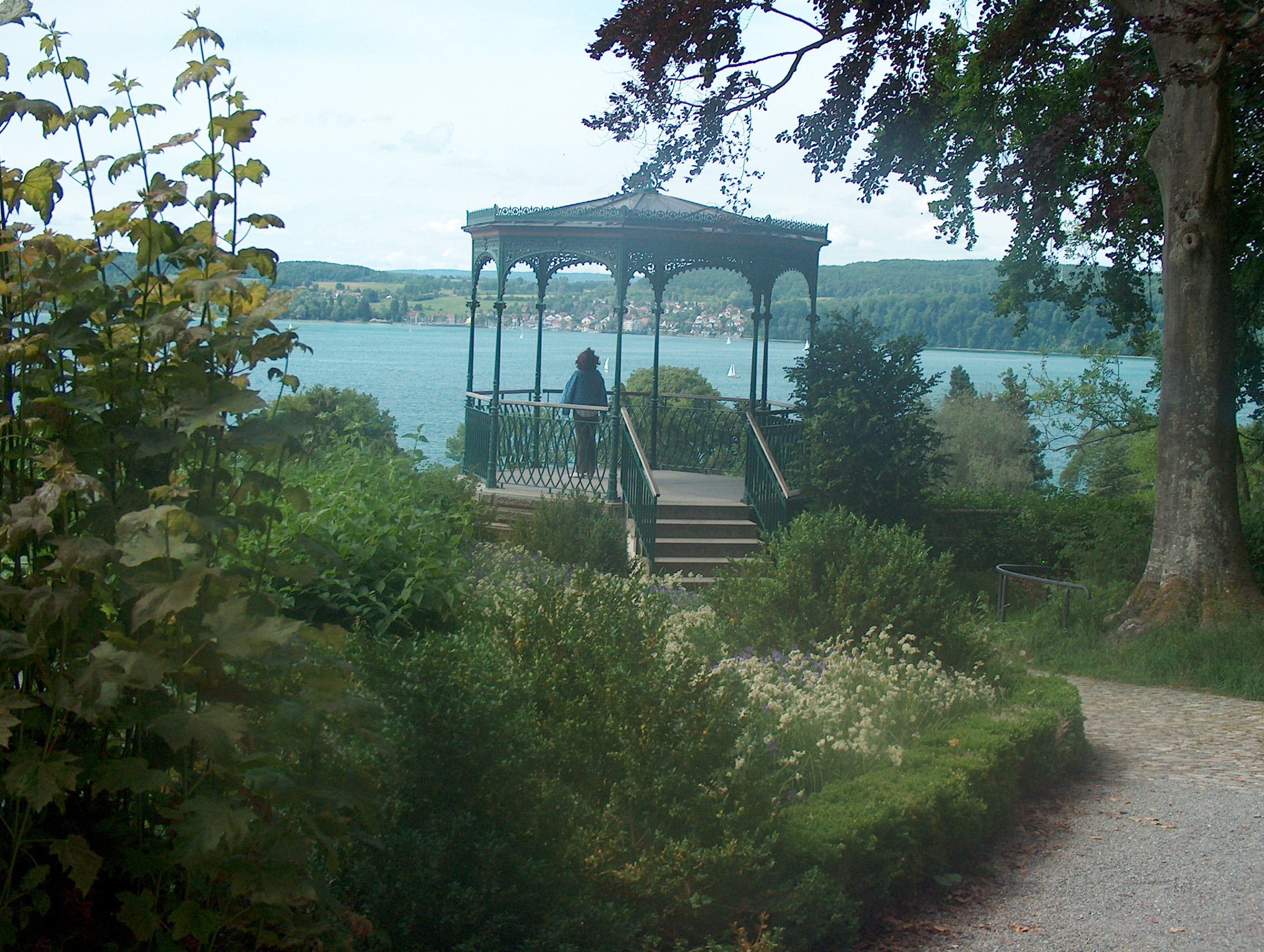
Pavillon im Oberen Garten mit Seeblick

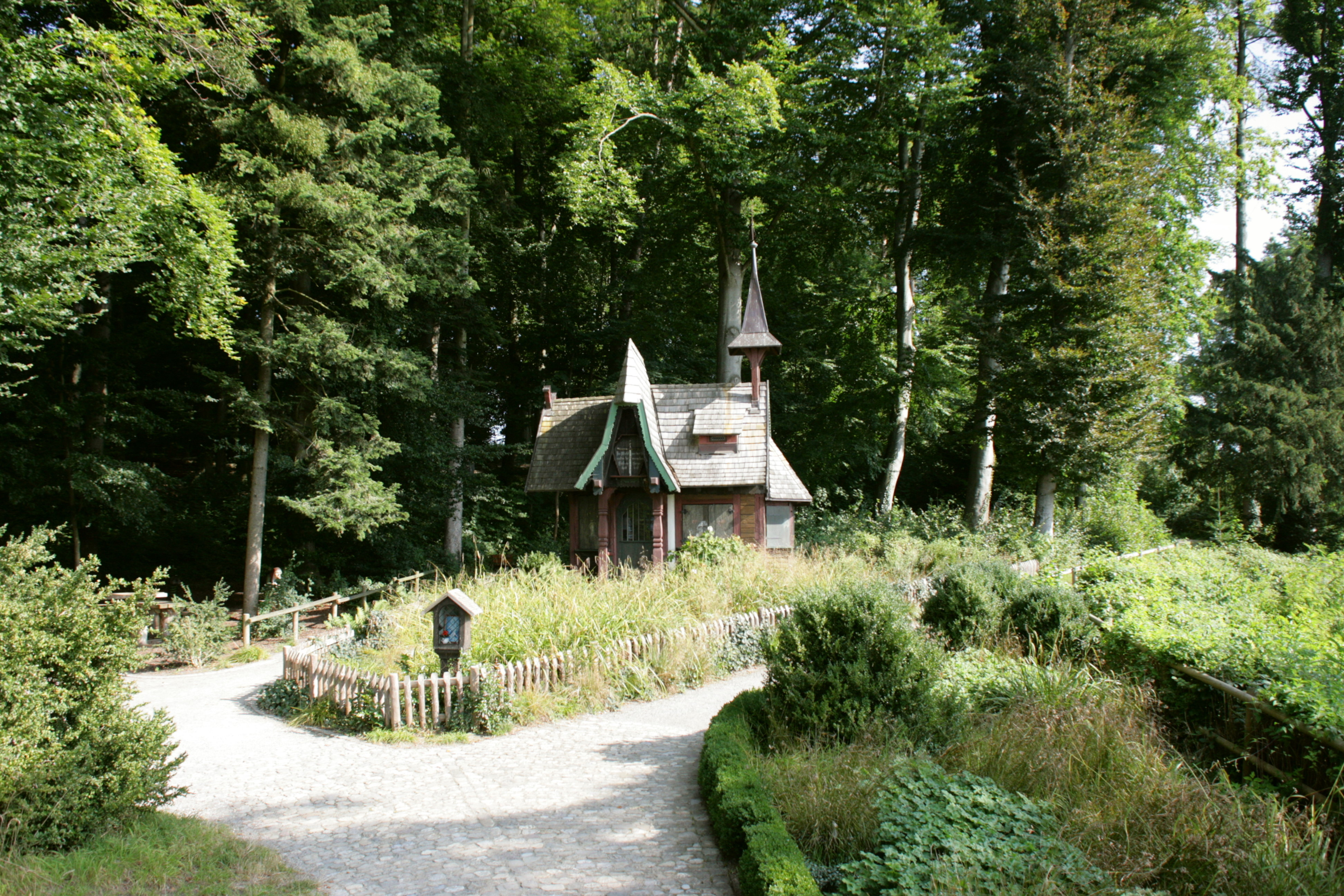
Das Hexenhäusle aus dem Jahr 1905

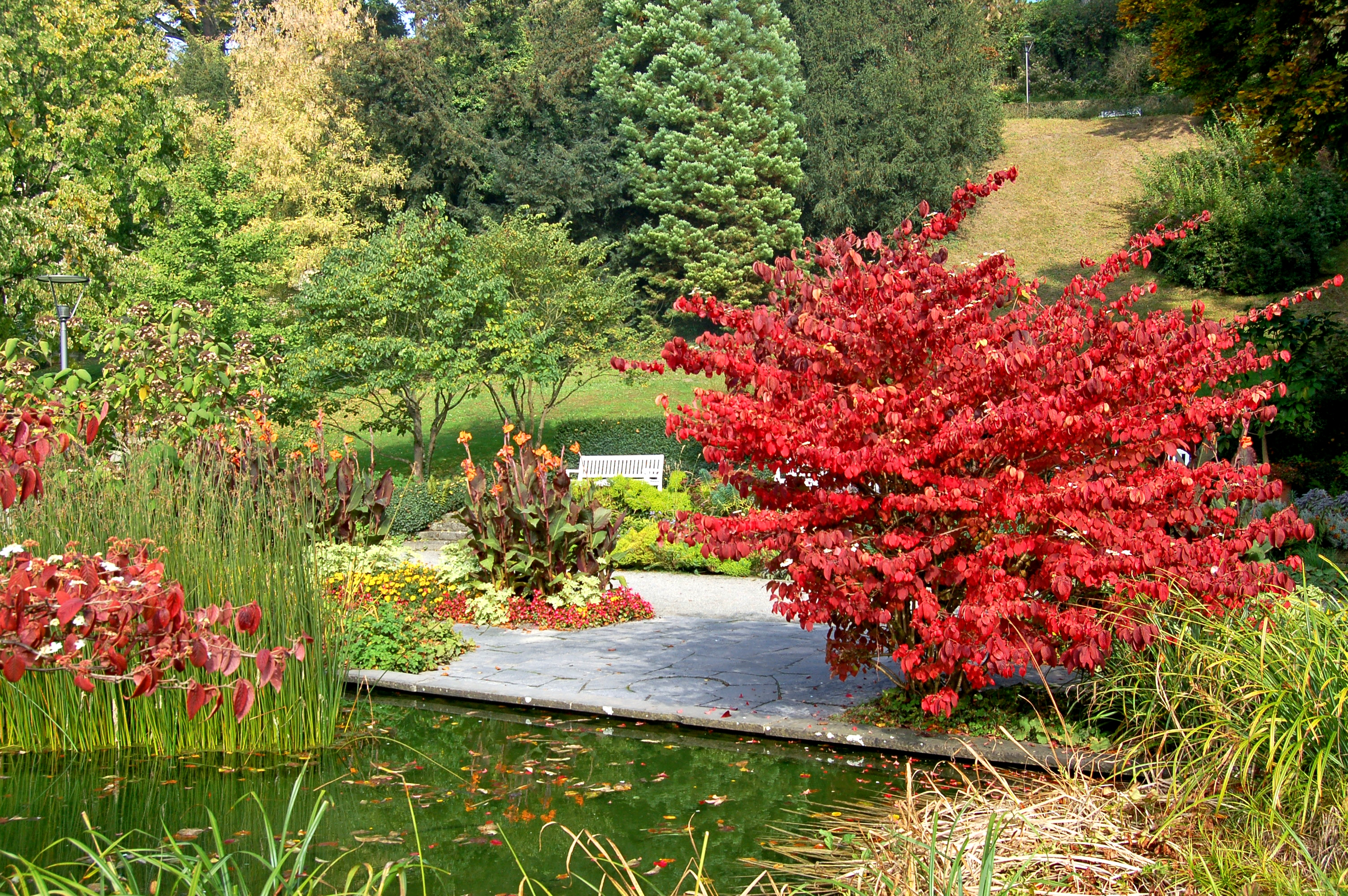
Herbst im Überlinger Stadtgarten (2007)

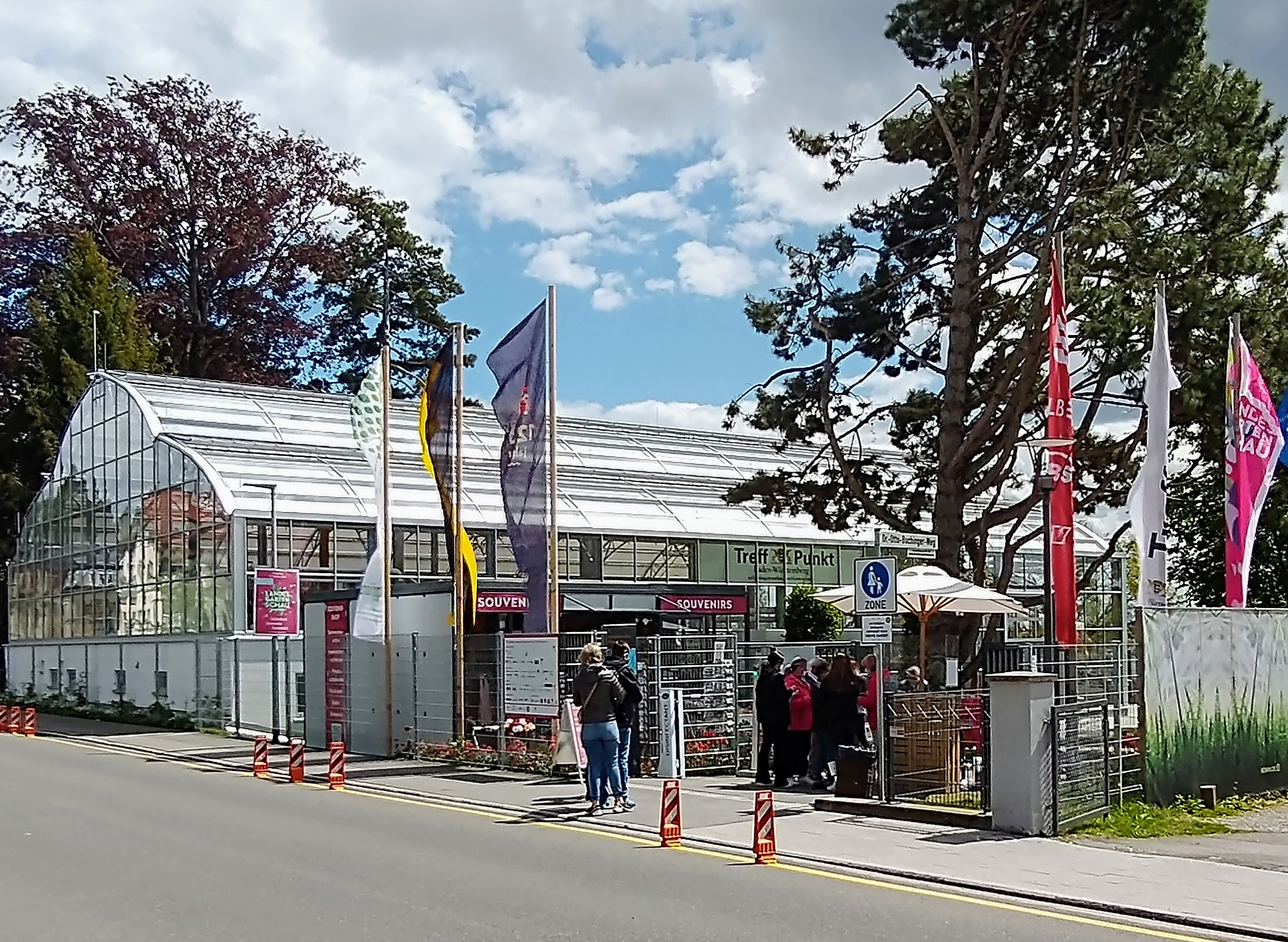
Das neue Pflanzenhaus am Eingang der Landesgartenschau 2021

## Überregionale Bekanntheit
In einem historischen Überblick über die ersten 125 Jahre des Stadtgartens zitierte Thomas Vogler, der von 1976 bis 2012 als Chef des Grünflächenamts zuständig u. a. für den Überlinger Stadtgarten war, einen im Jahr 1898 erschienenen Bodensee-Reiseführer:

Direkt vom Badhotel aus gelangt man in die weitläufigen, herrlichen städtischen Anlagen mit ihren malerischen, unvergleichlichen Schluchten, schattigen Ruheplätzchen, rauschenden Springbrunnen, exotischen Baum- und Strauchpartien, Blumenrabatten und bezaubernden Fernsichten. Diese Anlagen in ihrer großartigen Gesamtheit, weit und breit einzigartig in ihrer Art, umspannen fast die ganze Stadt in weitem Bogen.
Etwa 75 Jahren nach Gründung des Stadtgartens veröffentlichte der vielseitige Journalist und naturkundlicher Sachbuchautor Friedrich Schnack in 1952 eine detaillierte Beschreibung eines Rundgangs durch die Parkanlage und gab Informationen über Herkunft und Besonderheiten der Bäumen, Blumen und Blattpflanzen wieder.

## Der heutige Stadtgarten
Der heutige Stadtgarten lässt sich in einen westlichen Teil, einen östlichen Teil, Rosengarten, und Oberen Stadtgarten aufteilen.
Laut dem damaligen Stadtgärtner Thomas Vogler „gilt der Überlingen Stadtgarten unter Fachleuten als einer der bedeutendsten dendrologischen Gärten am nördlichen Bodenseeufer und in Süddeutschland“. In Überlingen sind Bäume aus dem Nahen und Fernen Osten, aus Nordamerika, aus dem Kaukasus, aus Kanada, und aus Sibirien zu finden. In 1958 wurde am westlichen Ausgang ein Urweltmammutbaum, oder chinesisches Rotholz, ein Nadelbaum, gepflanzt, der früher als ausgestorben galt. Die Gartenanlage beheimatet außerdem mehrere Exemplare des nordamerikanischen Mammutbaums, oder Sequoia. Seit 1986 ist „der Stadtgarten aus wissenschaftlichen und heimatgeschichtlichen Gründen als Kulturdenkmal erfasst.“
Jahrelang wurden Hunderte von nicht winterharten Pflanzen, insbesondere die Kakteen und Sukkulenten, in Gewächshäusern zur Überwinterung umgezogen und dann im Frühjahr wieder umgepflanzt. 2022 wurde auf einem Ufergrundstück in der Bahnhofstraße und nahe des Stadtgartens ein gläsernes Pflanzenhaus mit einer Höhe von fast 10 Meter, einer Grundfläche von 600 Quadratmetern und einer Pflanzfläche von 250 Quadratmetern für die historische Kakteensammlung von rund 1000 Kakteen und Sukkulenten eröffnet. Das Gebäude wurde zunächst als Ausstellungsraum im Rahmen der Landesgartenschau nach einem Entwurf der Firma Smiemans gebaut. Das Haus ist täglich für die Öffentlichkeit geöffnet. Jetziger Leiter der Stadtgärtnerei ist Andreas Höfler.
Im östlichen Teil des Stadtgartens befindet sich ein gusseiserner Springbrunnen aus dem Jahr 1886. In den Oberen Stadtgarten steht ein 120 Jahre alter gusseiserner Aussichtspavillon, ein malerisches, aus Holz gebautes „Hexenhäusle“ aus dem Jahr 1905, und eine Rehgehege. Der Weg durch den Überlinger Stadtgarten ist eine Station auf dem über 50 Kilometer langen Premiumwanderweg SeeGang zwischen Konstanz und Überlingen.
2023 gab der Verschönerungsverein Überlingen einen neuen Stadtgartenführer mit ausführlichen Texterklärungen, Lagepläne und Farbfotos heraus.

### Baumbestand
| Baum                          | Wissenschaftlicher Name             | Anzahl |
| ----------------------------- | ----------------------------------- | ------ |
| Kalifornische Weihrauchzeder  | Calocedrus decurrens                | 1      |
| Hiba-Lebensbaum               | Thujopsis dolobrata                 | 2      |
| Kanadische Hemlocktanne       | Tsuga canadensis                    | 1      |
| Riesen-Lebensbaum             | Thuja plicata                       | 6      |
| Sumpfzypresse                 | Taxodium distichum                  | 1      |
| Japanische Sicheltanne        | Cryptomeria japonica                | 1      |
| Buchsbaum                     | Buxus sempervirens var. arborescens | 7      |
| Berg-Ahorn                    | Acer pseudoplatanus                 | 2      |
| Schwarzkiefer                 | Pinus nigra                         | 7      |
| Feigenbaum                    | Ficus carica                        | 2      |
| Tulpen-Magnolie               | Magnolia × soulangeana              | 2      |
| Scheinzypresse                | Chamaecyparis lawsoniana            | 10     |
| Mammutbaum                    | Sequoiadendron giganteum            | 6      |
| Riesen-Hartriegel             | Cornus controversa                  | 1      |
| Katsurabaum                   | Cercidiphyllum japonicum            | 3      |
| Gleditschie                   | Gleditsia triacanthos               | 1      |
| Kaukasus-Fichte               | Picea orientalis                    | 1      |
| Eibe                          | Taxus baccata                       | 7      |
| Strauchkastanie               | Aesculus parviflora                 | 1      |
| Eisenholzbaum                 | Parrotia persica                    | 1      |
| Portugiesische Lorbeerkirsche | Prunus lusitanica                   | 1      |
| Amerikanischer Amberbaum      | Liquidambar styraciflua             | 2      |
| Wollemie                      | Wollemia nobilis                    | 1      |
| Blaue Atlas-Zeder             | Cedrus atlantica cv. ‚Glauca‘       | 4      |
| Serbische Fichte              | Picea omorika                       | 1      |
| Rotbuche                      | Fagus sylvatica                     | 3      |
| Ungarische Eiche              | Quercus frainetto                   | 1      |
| Säulenbuche                   | Fagus sylvatica Cultivar ‚Dawyck‘   | 1      |
| Judasbaum                     | Cercis siliquastrum                 | 4      |
| Ginkgo                        | Ginkgo biloba                       | 3      |
| Taschentuchbaum               | Davidia involucrata                 | 1      |
| Eschen-Ahorn                  | Acer negundo                        | 1      |
| Fächer-Ahorn                  | Acer palmatum                       | 1      |
| Bitterorange                  | Poncirus trifoliata                 | 1      |
| Zimt-Ahorn                    | Acer griseum                        | 1      |
| Europäische Lärche            | Larix decidua                       | 1      |
| Urweltmammutbaum              | Metasequoia glyptostroboides        | 1      |
| Amerikanischer Tulpenbaum     | Liriodendron tulipifera             | 1      |
| Hinoki-Scheinzypresse         | Chamaecyparis obtusa                | 1      |
| Japanische Blütenkirsche      | Prunus serrulata ‚Kanzan‘           | 1      |
| Andentanne                    | Araucaria araucana                  | 1      |
| Amerikanische Eberesche       | Sorbus americana                    | 1      |
| Japanische Nusseibe           | Torreya nucifera                    | 1      |
| Weißbirke oder Sandbirke      | Betula pendula                      | 1      |